# Бордура (хералдика)
У хералдици и вексилологији, бордура је уско поље које дуж ивица са свих страна окружује композицију на штиту грба или застави. Често означава да постоји грб или застава истоветног садржаја који је без бордуре и старији по рангу.